# Super Mario 64
Super Mario 64 es un videojuego de plataformas de 1996 desarrollado y publicado por Nintendo para la Nintendo 64. Salió a la venta en Japón y Norteamérica en 1996, y en las regiones PAL en 1997. Es el primer juego de Super Mario en ofrecer jugabilidad en 3D, combinando la jugabilidad tradicional de Super Mario, su estilo visual y personajes en un vasto mundo abierto. En el juego, Bowser, el principal antagonista de la franquicia Super Mario, invade el castillo de la Princesa Peach y esconde sus fuentes de protección, las Estrellas de Poder, en diversos mundos dentro de pinturas mágicas. Como Mario, el jugador recolecta las Estrellas de Poder para desbloquear lo suficiente del castillo de la Princesa Peach para llegar hasta Bowser y rescatar a la Princesa Peach.
El director Shigeru Miyamoto concibió un título de Super Mario en 3D durante la producción de Star Fox (1993). El proyecto duró casi tres años: aproximadamente uno se dedicó al diseño y veinte meses en la producción, empezando por el desarrollo del sistema de cámara virtual. Tras esto, el equipo ilustró los modelos de los personajes en 3D y perfeccionó los movimientos de los sprites. Yoji Inagaki grabó los efectos de sonido y Koji Kondo compuso la banda sonora.
Super Mario 64 fue muy esperado por el público y por los periodistas, impulsado por campañas publicitarias y su presentación en la feria E3 de 1996. Recibió el aplauso de la crítica, que alabó su ambición, gráficos, diseño de niveles y mecánicas, aunque algunos reprocharon su sistema de cámara virtual. Es la entrega más vendida de Nintendo 64, con casi doce millones de copias hasta 2015.
Retrospectivamente, es considerado uno de los mejores juegos de todos los tiempos. Numerosos programadores lo han citado como una influencia para los videojuegos de plataformas en 3D, especialmente por su sistema de cámara dinámica y control analógico de 360 grados, que estableció un nuevo estándar para el género, similar a lo que hizo el Super Mario Bros. original con los títulos de plataformas de desplazamiento lateral. En 2004 se rehízo como Super Mario 64 DS para la Nintendo DS, y desde entonces se ha portado a otras consolas de Nintendo. El juego ha sido objeto de culto y ha dado lugar a numerosos fangames y mods, a una gran presencia de speedrunners y a persistentes rumores sobre sus características.

## Sistema de juego

### Controles
Super Mario 64 es un videojuego de plataformas en 3D en el que el jugador controla a Mario a través de varios escenarios. Las habilidades del personaje son mucho más variadas que en entregas anteriores. Puede andar, correr, saltar, agacharse, arrastrarse, trepar, nadar, dar patadas, agarrar objetos y dar puñetazos con el stick analógico y los botones del mando. Consigue ejecutar acrobacias especiales combinando un salto normal con otras acciones, lo que incluye saltos dobles y triples, saltos de longitud, volteretas hacia atrás y rebotar en la pared. El usuario puede ajustar la cámara —operada por un Lakitu que graba a Mario— y alternar entre la vista en primera y tercera persona.

### Salud, vidas y potenciadores
A diferencia de muchos de sus predecesores, Super Mario 64 utiliza un sistema de puntos de salud, representado por un círculo formado por ocho segmentos. Si Mario ha recibido daño, puede reponer su salud al tocar un corazón giratorio o al recoger tres tipos de monedas: la amarilla repone un segmento; la roja es equivalente a dos monedas amarillas; y la azul, igual a cinco amarillas—. Bajo el agua, la salud representa el tiempo que puede aguantar la respiración, disminuye lentamente mientras está sumergido y se repone cuando sale a la superficie. Como en anteriores entregas de la saga, la partida empieza con un número de vidas extra, que van disminuyendo al perder toda la salud o al caer en un pozo sin fondo. El juego termina si Mario pierde todas sus vidas. Cuando completa un nivel, gana una por cada cincuenta monedas amarillas que haya recogido el jugador. Además, puede conseguir más mediante los champiñones de vida extra, que se esconden en diversos lugares, como árboles, y pueden perseguir a Mario por el aire o caer al suelo y desaparecer si no se recogen en breve.
En ausencia de los potenciadores habituales en títulos anteriores, como el «champiñón» y la «flor de fuego», aparecen tres colores de bloques translúcidos —rojo, verde y azul— a lo largo de muchas fases. En las zonas secretas hay tres interruptores de los mismos colores que hacen que los bloques correspondientes se vuelvan sólidos y permiten obtener tres tipos de potenciadores especiales. La Gorra Alada —Wing Cap en inglés— admitir volar tras realizar un triple salto o ser disparado por un cañón; la metálica —Metal Cap en inglés— le hace inmune a los enemigos, al fuego y a los gases nocivos, le posibilitar resistir el viento y las corrientes de agua, realizar movimientos terrestres sumergido y tener una capacidad de aire ilimitada; y la de invisibilidad —Vanish Cap en inglés— le hace parcialmente inmaterial e invulnerable, y le permite atravesar algunos obstáculos. Después de pisotear a un Koopa Troopa, queda un caparazón que se puede usar para surfear sobre el agua, la lava y las arenas movedizas.

### Escenario y objetivo
El mundo central tiene lugar en el Castillo de la Princesa Peach, que consta de tres plantas, una torre y un sótano, además de un foso y un patio exterior. El objetivo principal del jugador es buscar cuadros que lo lleven a mundos que contienen Power Stars, las cuales, al ser recogidas, desbloquean más partes del mundo central. Cada uno de los quince niveles principales tiene siete estrellas, y otras quince están ocultas como secretos y bonificaciones, para un total de 120 en todo el juego.
Los escenarios están llenos de enemigos, así como de criaturas amistosas que proporcionan ayuda o piden favores, como los amigos Bob-omb, que permitirán a Mario acceder a los cañones si lo solicita. Algunas estrellas sólo aparecen tras completar ciertas tareas, a menudo insinuado por el nombre de la fase. Estos retos incluyen recoger cien monedas amarillas u ocho rojas en un escenario, derrotar a un jefe, competir contra un oponente y resolver puzles. La última etapa está bloqueado por unas «escaleras infinitas» similares al concepto de las escalones de Penrose, pero Mario puede sortearlas recoger setenta Power Stars. La música de este lugar antes de recoger setenta estrellas se asemeja al tono de Shepard. Hay muchas zonas ocultas y otros secretos dentro del castillo, que pueden contener Power Stars extra necesarias para completar el título. Si el usuario vuelve después de recoger las 120 estrellas, podrá encontrar a Yoshi en el techo, quien le dará un mensaje de los desarrolladores, acompañado de cien vidas extra y un triple salto mejorado.

## Trama
La Princesa Peach le ha mandado una carta a Mario invitándolo a ir a su castillo a comer un pastel que ha preparado para él. Cuando Mario llega, descubre que algo no está bien, pues el castillo y sus al rededores se encuentran completamente vacíos y muy silenciosos, lo único que logra escuchar al entrar al castillo es una risa que resuena en las paredes y una voz diciendo "Bienvenido. ¡No hay nadie en casa, ahora lárgate y no vuelvas!, Bwah Ja ja ja".
Mario encuentra a un Toad que no fue atrapado, quien le revela que Bowser ha invadido el castillo y que ha encarcelado a la princesa y a sus sirvientes entre sus muros al usar las Estrellas de Poder. Las mismas están ocultas en los cuadros y pinturas, que sirven de portales a otros mundos donde los esbirros de Bowser las resguardan. Mario entonces explora el castillo y entra en estos escenarios, empezando por Bob-Omb Battlefield, la cual es la única habitación que no está asegurada por las Estrellas de Poder. Eventualmente Mario logra acceder a más habitaciones a medida que recupera más Estrellas de Poder.Mario logra abrir dos puertas a diferentes plantas con llaves obtenidas al derrotar a Bowser en mundos ocultos.
Tras conseguir al menos 70 de las 120 Estrellas, Mario logra romper la maldición de las escaleras infinitas que bloquean la entrada al escondite final del villano en la habitación más alta de la torre del castillo.Mario logra superar todos los obstáculos y llega con Bowser, quien le presume que ahora es invencible al tener todo el poder de las Estrellas, así que Mario y Bowser tienen un último enfrentamiento. Después de que Mario derrote a Bowser en la batalla final, Bowser escapa y jura venganza (si el jugador consigue las 120 Estrellas, Bowser va a admirar a Mario, reconociendo que incluso Mario encontró más Estrellas que él), Mario finalmente logra obtener la última Estrella de poder que le otorga la Gorra con Alas, y entonces vuela de vuelta al patio del castillo.
La Princesa Peach logra ser liberada del sitio en donde estaba cautiva, en la vidriera que hay sobre la entrada del castillo, Peach le agradece a Mario por haber recuperado el poder de las Estrellas y lo recompensa dándole un beso en la nariz y horneando el pastel que le había prometido.
Al finalizar los créditos, se mostrará el pastel que Peach preparó, y Mario le dirá al jugador "Thank you so much for you to playing my game" (Muchas gracias por haber jugado mi juego).

## Desarrollo
A principios de la década de 1990, Shigeru Miyamoto, creador de Super Mario, concibió un diseño de Mario en 3D mientras desarrollaba el juego Star Fox (1993) para la Super Nintendo Entertainment System. Esté utilizaba el chip gráfico Super FX, que añadía más potencia de procesamiento; Miyamoto se planteó utilizarlo para realizar un videojuego de Super Nintendo, Super Mario FX, con una mecánica basada en «todo un mundo en miniatura, como trenes en maquetas». Según el ingeniero Dylan Cuthbert, que trabajó en Star Fox, Super Mario FX nunca era el título de una entrega, sino el nombre en clave del propio chip Super FX. Miyamoto reformuló la idea para la Nintendo 64, no por su mayor potencia, sino porque su mando tenía más botones. En el Consumer Electronics Show (CES) de enero de 1993, donde debutó Star Fox, el stand de Nintendo mostró una animación poligonal 3D parlante de la cabeza de Mario; volvió en la pantalla de inicio, programada por Giles Goddard.
La producción comenzó el 7 de septiembre de 1994, en la división Nintendo Entertainment Analysis and Development y concluyó el 20 de mayo de 1996. Según Miyamoto, el equipo de desarrollo estaba formado por unas quince o veinte personas. El desarrollo comenzó con los personajes y el sistema de cámaras; se dedicaron meses a seleccionar una vista y un diseño. El concepto original implicaba la trayectoria fija de un videojuego isométrico como Super Mario RPG, que pasó a un modelo 3D de libre movimiento, con algunos caminos lineales, sobre todo para obligar al jugador a entrar en la guarida de Bowser, según Giles Goddard.
| «En aquel momento no existían acciones de salto en 3D a las que pudiéramos remitirnos, así que compartimos el placer de pasar por todo el proceso de prueba y error con el Sr. Miyamoto y otros miembros del equipo. Podría decirse que era una labor dura, pero esa sensación se vio superada por la alegría de innovar en un campo nuevo». ——Entrevista a Yoshiaki Koizumi en 2020, The Washington Post |

Super Mario 64 es uno de los primeros títulos para los que Nintendo produjo sus ilustraciones internamente en lugar de subcontratarlas. Los gráficos se realizaron con N-World, un conjunto de herramientas de Silicon Graphics (SGI). El equipo dio prioridad al movimiento del personaje y, antes de crear los niveles, probó y refinó las animaciones en una simple cuadrícula. Las ilustraciones en 3D fueron creadas por Shigefumi Hino, Hisashi Nogami, Hideki Fujii, Tomoaki Kuroume y Yusuke Nakano, y la animación corrió a cargo del codirector Yoshiaki Koizumi y Satoru Takiwaza. Yōichi Kotabe, caricaturista y diseñador de la serie Mario, hizo un dibujo en 3D del protagonista desde varios ángulos y dirigió la creación de los modelos de los personajes. En una entrevista con The Washington Post, Yoshiaki Koizumi recordó que su reto era animar los modelos 3D sin ningún precedente. Para ayudar a los usuarios a percibir la profundidad, el personal colocó una sombra falsa justo debajo de cada objeto, independientemente de la iluminación de la zona. Yoshiaki Koizumi describió esta función como una «necesidad férrea» que «puede que no sea realista, pero es mucho más fácil de jugar».
La filosofía que guio el diseño de Miyamoto era incluir más detalles que en juegos anteriores al aprovechar la potencia de Nintendo 64 para mostrar «todas las emociones de los personajes». Comparó el estilo con el de un dibujo animado interactivo en 3D. Algunos detalles se inspiraron en la vida personal de los programadores; por ejemplo, los Boos están basados en la mujer del ayudante de dirección Takashi Tezuka, que, como explicó Miyamoto, «normalmente es muy tranquila, pero un día explotó, enfurecida por todo el tiempo que Tezuka pasaba en el trabajo».

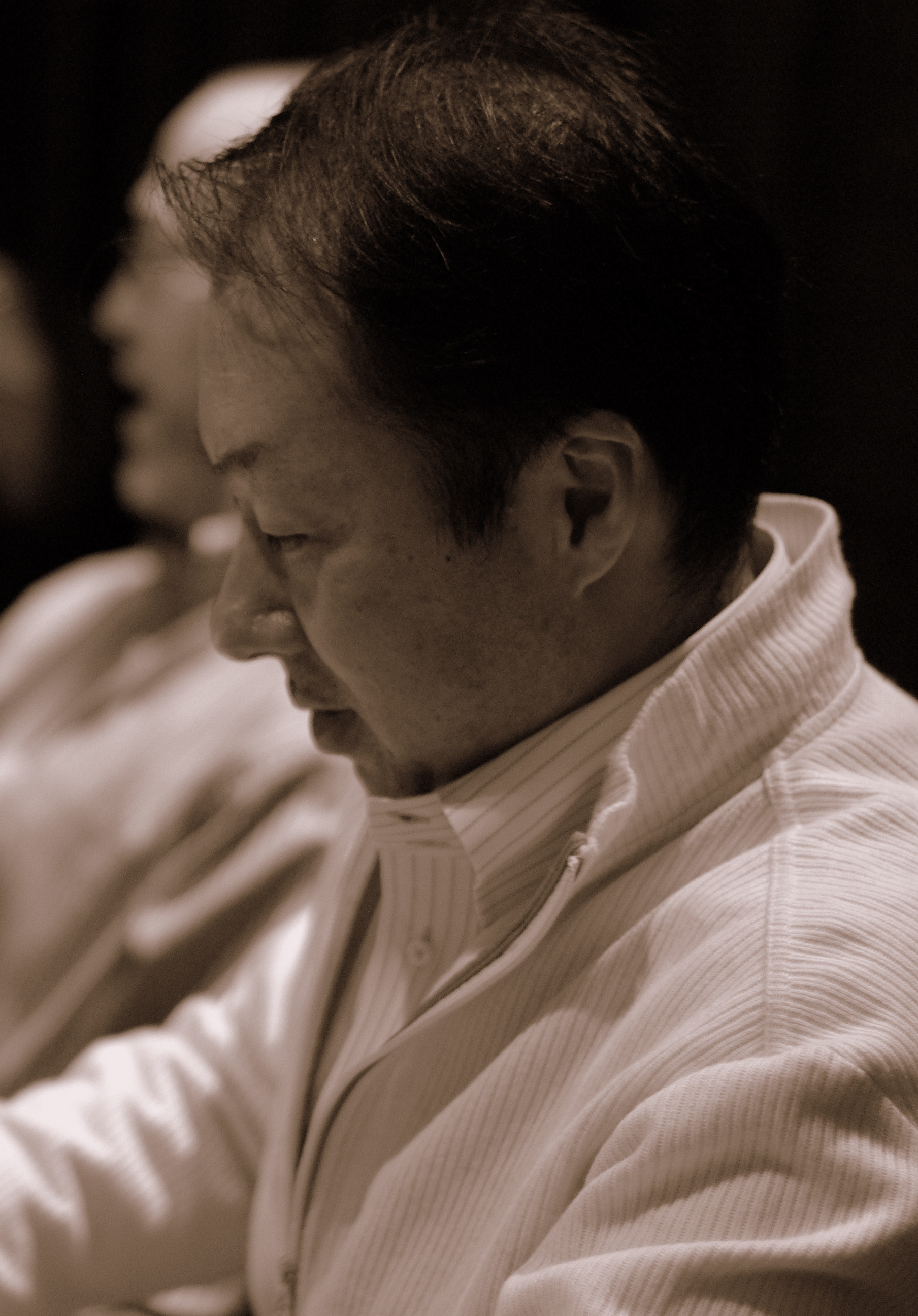
El compositor Koji Kondo

Super Mario 64 se ejecutó por primera vez en un emulador SGI Onyx, que sólo imitaba la interfaz de programación de aplicaciones de la consola y no su hardware. El primer escenario de prueba para los controles y la física implicaba a Mario interactuando con un conejo dorado, llamado «MIPS» por los procesadores de arquitectura MIPS de la Nintendo 64; el conejo se incluyó en la versión final como portador de una Power Star. El videojuego incluye más puzles que las anteriores entregas de la franquicia. Se desarrolló simultáneamente con The Legend of Zelda: Ocarina of Time pero, como este último salió al mercado más de dos años después, algunos acertijos se tomaron para Super Mario 64. Los realizadores intentaron incluir un modo cooperativo multijugador, en el que los jugadores controlarían a Mario y a su hermano Luigi en pantalla dividida. Sin embargo, las limitaciones de hardware y la incapacidad para implementarlo de forma satisfactoria hicieron que se eliminara.
La música estuvo compuesta por el veterano compositor Kōji Kondō, que creó nuevas interpretaciones de las conocidas melodías de medios anteriores, así como material nuevo. Yoji Inagaki fue el responsable del diseño de sonido, encargado de producir cientos de efectos sonoros. Él y Kondo consideraban que la música y los efectos sonoros eran igual de importantes. Según Inagaki, el juego medio de Nintendo 64 tenía unos 500 efectos de sonido, e hizo comparaciones con Ocarina of Time, con 1 200, y The Legend of Zelda: Majora's Mask, con 2 000.
Super Mario 64 es uno de los primeros títulos en los que Charles Martinet pone voz a Mario, y Leslie Swan —entonces redactora jefe de Nintendo Power y localizadora inglesa— pone voz a la princesa Peach.

## Lanzamiento
Super Mario 64 se mostró por primera vez como prototipo jugable en noviembre de 1995 en Nintendo Space World. Esta versión sólo estaba completa en un cincuenta por ciento, y sólo se había terminado un dos por ciento del mapeado de texturas. Contaba con treinta y dos escenarios. Miyamoto esperaba crear más, posiblemente hasta cuarenta, pero finalmente se redujo a quince. Según el presidente de Nintendo of America, Howard Lincoln, el deseo de Miyamoto de añadir más cosas era un factor importante en la decisión de retrasar el lanzamiento de Nintendo 64 de las Navidades de 1995 al verano de 1996. El presidente de Nintendo, Hiroshi Yamauchi, declaró más tarde: «Los creadores pueden terminarlos rápidamente si se comprometen. Pero los usuarios son muy avispados. Pronto sabrán si los juegos están en peligro. [Miyamoto] pidió dos meses más y yo se los concedí incondicionalmente». Más tarde, se mostró en el E3 de 1996 con varias consolas preparadas para que la gente jugara. Según Giles Goddard, el estrés del proyecto hizo que algunos programadores renunciaran o se trasladaran a otros departamentos.

### Publicidad y ventas
Peter Main, vicepresidente de mercadotecnia de la empresa en aquella época, declaró que Super Mario 64 estaba concebido como el vendeconsolas de la Nintendo 64. Los veinte millones de dólares de presupuesto incluyó el envío de cintas de vídeo a más de quinientos mil suscriptores de Nintendo Power y la emisión de anuncios en MTV, Fox y Nickelodeon.
Salió oficialmente a la venta en Japón en junio de 1996, en Norteamérica en septiembre, y en Europa y Australia en marzo de 1997. Durante sus tres primeros meses en Norteamérica, vendió más de dos millones de copias y recaudó 140 millones de dólares en los Estados Unidos, convirtiéndose en el videojuego más comprado de 1996. También fue el más vendido de 1995 a 2002. Durante los tres primeros meses de 1997, era el segundo título de consola más adquirido, con 523 000 unidades. A principios de 2001, había vendido 5,5 millones de unidades, y 5,9 millones en septiembre de 2002.
En el festival Milia de Cannes de 1999, ganó un premio ECCSELL de oro por obtener unos ingresos superiores a los 21 millones de euros. en la Unión Europea en 1998. En junio de 2007 se había convertido en el segundo juego más popular de la consola virtual de Wii, por detrás de Super Mario Bros. En marzo de 2008, había vendido 11,8 millones de copias en todo el mundo, siendo el más vendido de Nintendo 64. En 2015, Super Mario 64 era el duodécimo título de Mario más comprado, con 11,91 millones de copias.

### Relanzamientos

#### Super Mario 64 DS
En 2004 se lanzó un remake mejorado, Super Mario 64 DS, para Nintendo DS como parte de los videojuegos de lanzamiento de la consola. Al igual que el original, la trama se centra en recoger Power Stars y rescatar a la Princesa Peach de Bowser. A diferencia del original, Yoshi es el personaje inicial, mientras que Mario, Luigi y Wario son desbloqueables.Incluye gráficos mejorados, escenarios ligeramente modificados, nuevas zonas, potenciadores y enemigos, más estrellas que recoger, minijuegos táctiles y un modo multijugador.Las críticas fueron mayoritariamente positivas. Alabaron los gráficos y los añadidos del juego original, pero reprocharon los controles y el modo multijugador.En septiembre de 2021 se habían vendido 11,06 millones de copias en todo el mundo.

### Otras reediciones
Una versión se utilizó como demostración técnica de la disquetera Nintendo 64 Disk Drive (64DD) en la feria Nintendo Space World de 1996.Al igual que Wave Race 64, el juego se reeditó en Japón el 18 de julio de 1997 como Super Mario 64 Shindō Pak Taiō,que corregía varios errores, añadía compatibilidad con el periférico Rumble Pak, e incluía el doblaje de la versión inglesa, entre otros cambios.En noviembre de 2003, fue portado a iQue Player de China como demo de lanzamiento limitado.

#### Consola Virtual
A finales de 2006, se estrenó en la Consola Virtual de Wii,que añadía una resolución mejorada y compatibilidad con los mandos Wii Classic Controller y GameCube Controller.En abril de 2015, fue añadido en la Consola Virtual de Wii U, con un simple escalado en su resolución y con la compatibilidad con el Wii U GamePad y Wii U Pro Controller. La versión de Nintendo DS fue también lanzada en la Consola Virtual de Wii U en diciembre de 2015 en Europa, en enero de 2016 en Japón y en agosto en América.Hizo otra aparición en la consola de Nintendo Switch en octubre de 2021 como parte de la alineación de Nintendo 64 para Nintendo Switch Online + Expansion Pack.

#### Super Mario 3D All-Stars
En septiembre de 2020, Super Mario 64 era uno de los tres títulos de la serie que se incluyeron en la colección Super Mario 3D All-Stars de Nintendo Switch.Esta versión está basada en la versión Shindō Pak Taiō,y se actualizó la presentación para que se viera a una resolución de 720p tanto en la configuración acoplada como en la portátil, además de utilizar activos y texturas de la interfaz de usuario mejorados. También presenta un nuevo esquema de control que se adapta a la mayor variedad de botones de los Joy-Con y Nintendo Switch Pro Controller. Más tarde, en noviembre de 2021 se lanzó la actualización 1.1.1 para añadir compatibilidad con el mando de Nintendo 64 utilizado con el servicio Nintendo Switch Online.

## Recepción

### Reseñas críticas
Super Mario 64 fue recibió con entusiasmo antes de su lanzamiento. GamePro comentó la fluidez del prototipo de 1995 y cómo la acción «era una pasada», a pesar de que el juego sólo estaba completado al cincuenta por ciento en aquel momento. Ed Semrad de Electronic Gaming Monthly se mostró de acuerdo y alabó la nueva animación en 3D de los personajes de Mario, que antes sólo se mostraban en 2D. Larry Marcus, analista de fuentes de Alex. Brown & Sons, recuerda que era el título más esperado del E3 de 1996, y recuerda un campo de adolescentes «empujándose para probarlo».
Fue aclamada por la crítica, que le otorgó una puntuación de 94 sobre 100 en el agregador de reseñas Metacritic a partir de trece comentarios, y una calificación del 96 % de GameRankings, que lo clasificó como el decimoctavo mejor videojuego de todos los tiempos basándose en veintidós reseñas.
El diseño, la variedad de controles y el uso de la mecánica en 3D recibieron los elogios de las publicaciones. Maximum consideró que sus puntos fuertes eran la sensación de libertad y su rejugabilidad, comparándolo con Super Mario World y cita su truco similar de permitir el acceso a nuevas zonas al encontrar interruptores. Uno de los cuatro revisores de GameFan, E. Storm, calificó los niveles de agua de «sobrecogedores» y mostró cómo se adentraba en un «ámbito de juego completamente nuevo». La Official Nintendo Magazine lo calificó de «hermoso tanto en apariencia como en diseño». Doug Perry de IGN coincidió en que la transición de la serie a las 3D fue perfecta. Electronic Gaming Monthly habló de las fases en su análisis inicial, elogiándolos por su tamaño y dificultad, y más tarde lo ubicó como el cuarto mejor entrega de consola de todos los tiempos, al argumentar que había abierto una brecha en todo el género de los videojuegos en 3D al tiempo que funcionaba prácticamente a la perfección.
Paul Davies, redactor de Computer and Video Games, alabó el entorno 3D, del que dijo que mejoraba la interacción, y describió el esquema de control como intuitivo y versátil. Total! elogió el sistema por ser tan imaginativa y variada que sus críticos seguían «enganchados» después de un mes. En AllGame, Jonti Davies comenta la diversidad de la mecánica y la abundancia de actividades en cada campo. Corbie Dillard de Nintendo Life se mostró de acuerdo y calificó la variedad como la «mayor genialidad». En su artículo para GameRevolution, Nebojsa Radakovic lo describía como una de las pocas entregas de plataformas en 3D «auténticos». N64 Magazine lo comparó con un enorme patio de recreo en el que era un placer experimentar, pero opinó que el elemento de exploración se veía ligeramente mermado por la cantidad de pistas y consejos que contenía. Victor Lucas de EP Daily se mostró de acuerdo, elogiando la libertad, pero sugiriendo a los jugadores que «se salten todos los postes indicadores».
Super Mario 64 también recibió elogios por sus gráficos. GameSpot lo alabó por ser «limpios pero sencillos» y no restar protagonismo a los detalles del mundo. GamePro alabó especialmente la combinación de un rendimiento técnico y un diseño artístico sin precedentes, y lo calificó como «visualmente más impresionante de todos los tiempos». Paul Davies describió las imágenes como «tan sorprendentes que uno se detiene a admirarlos». Jonti Davies calificó los efectos visuales de fenomenales y la tasa de imágenes por segundo de respetable. A Doug Perry le parecieron sencillos pero magníficos, un sentimiento compartido por Next Generation. Nino Alegeropoulos, analista de Hyper, lo calificó como el título de consola más atractivo hasta la fecha y opinó que su alta resolución y velocidad de fotogramas para la época lo hacían parecer «infinitamente mejor que un dibujo animado». Total! dijo que la ausencia de pixelación y bordes dentados hacía que los gráficos parecieran de una «estación gráfica de gama alta».
El sistema de cámara recibió reseñas dispares. Next Generation consideró que era menos accesible que los anteriores juegos de Mario, frustrados por los ocasionales movimientos erráticos de la cámara y la falta de un ángulo óptimo. Nebojsa Radakovic y Doug Perry añadieron que a veces quedaba bloqueada por objetos o los atravesaba. Dan Hsu, Shawn Smith y Crispin Boyer de Electronic Gaming Monthly restaron medio punto a sus puntuaciones, alegando que a veces no podía moverse al ángulo deseado o se desplazaba rápidamente de forma no deseada, una crítica que volvió a aparecer en la lista de los 100 mejores títulos de todos los tiempos de Electronic Gaming Monthly. Game Informer afirmó en su revisión de 2007 que, según los estándares actuales, la cámara «casi se consideraría rota». Nintendo Power también destacó la curva de aprendizaje de la cámara cambiante. Por el contrario, Corbie Dillard afirmó que no presentaba ningún problema y que lograba ayudar al usuario a atravesar entornos complejos. Esta opinión estuvo compartida por la redacción de Total!, que afirmó que hubo muy pocas ocasiones en las que estuviera en un ángulo subóptimo. Paul Davies reconoció que fue crítico con la cámara y declaró que en algunas ocasiones resultaba difícil colocarla de forma ideal, pero al final lo descartó como «un contratiempo» de un juego «revolucionario».

### Premios
Super Mario 64 ganó numerosos premios, incluidos varios galardones de «Juego del año» otorgados por miembros de los medios de comunicación especializados en videojuegos, y en la selección Player's Choice de Nintendo. Muchos críticos, lo han incluido en las listas de «los mejores títulos de todos los tiempos», como IGN, Game Informer, Edge, Official Nintendo Magazine, Electronic Gaming Monthly, y Nintendo Power. Electronic Gaming Monthly le otorgó un trofeo de oro en su análisis inicial, y ganó al Juego del Año de la misma revista, tanto el de la redacción como el de los lectores, y título del año de Nintendo 64, Aventuras del año y Mejores gráficos. En la Game Developers Conference de 1997, recibió los Spotlight Awards al mejor uso de tecnología innovadora, al mejor entrega para consola y al mejor de 1996. Maximum le concedió el «Maximum Game of the Month Award» antes de su estreno internacional, calificándolo como el mejor título que la revista había reseñado jamás. Digitiser lo clasificó como el mejor de 1997, por encima de Final Fantasy VII como subcampeón.
| Fecha | Publicación del premio     | Categoría                             | Resultado | Ref.    |
| ----- | -------------------------- | ------------------------------------- | --------- | ------- |
| 1996  | Maximum                    | Juego del mes (junio)                 | Ganador   | [ 107 ] |
| 1996  | Electronic Gaming Monthly  | Juego del mes (septiembre)            | Ganador   | [ 115 ] |
| 1996  | Electronic Gaming Monthly  | Premio de Oro                         | Ganador   | [ 126 ] |
| 1996  | Electronic Gaming Monthly  | Juego del año de Nintendo 64          | Ganador   | [ 127 ] |
| 1996  | Electronic Gaming Monthly  | Juego de aventuras del año            | Ganador   | [ 127 ] |
| 1996  | Electronic Gaming Monthly  | Mejores gráficos                      | Ganador   | [ 127 ] |
| 1996  | Electronic Gaming Monthly  | Juego del año                         | Ganador   | [ 127 ] |
| 1996  | Game Informer              | Juego del año                         | Ganador   | [ 122 ] |
| 1996  | Spotlight Awards           | Juego del año                         | Ganador   | [ 128 ] |
| 1996  | Spotlight Awards           | Mejor uso de la tecnología innovadora | Ganador   | [ 128 ] |
| 1996  | Spotlight Awards           | Mejor juego de consola                | Ganador   | [ 128 ] |
| 1997  | Digitiser                  | Juego del año                         | Ganador   | [ 106 ] |
| 1997  | Computer and Video Games   | Juego del año                         | Ganador   | [ 129 ] |
| 1997  | Premios Golden Joystick    | Juego del año                         | Ganador   | [ 129 ] |
| 1997  | Premios Golden Joystick    | Juego más atractivo                   | Ganador   | [ 129 ] |
| 1997  | Official Nintendo Magazine | Mejor juego de Nintendo 64            | Ganador   | [ 129 ] |
| 1998  | ECCSELL Awards             | Premio de Oro                         | Ganador   | [ 64 ]  |

## Legado
Super Mario 64 fue clave para el éxito inicial y la expectación por la Nintendo 64. Lee Hutchinson, antiguo empleado de Babbage, señala cómo era espoleado por una febril prensa especializada, y cómo su éxito desafió la regla de que era necesaria una gran variedad de juegos de lanzamiento para lograr un amplio atractivo. Con el tiempo, la consola perdió gran parte de su cuota de mercado en favor de la PlayStation de Sony, en parte debido a sus decisiones de diseño de cartuchos y mandos, que al parecer estaban aplicadas por Miyamoto para Super Mario 64. En 2012, estuvo entre las ochenta obras de la exposición The Art of Video Games del Museo Smithsoniano de Arte Americano.

### Influencia
Super Mario 64 sentó muchos precedentes para los videojuegos de plataformas en 3D como uno de los más influyentes. Es conocido por su libertad no lineal y abierta, que ha sido aclamada por desarrolladores y periodistas. 1UP.com escribió sobre su mundo central, que ofrece un tutorial seguro y un selector de niveles, y es ahora un elemento básico del género de los plataformas en 3D. A medida que evolucionaba, muchas de las convenciones de la serie se replantearon drásticamente, dando más importancia a la exploración que a los tradicionales saltos de plataforma o a la acción «hop and bop». Aunque algunos cuestionaron su calidad, otros sostuvieron que estableció un género completamente nuevo para la serie. Su diseño de escenarios basado en misiones inspiró a diseñadores como el productor y director de GoldenEye 007 (1997), Martin Hollis, y el equipo de producción de Tony Hawk's Pro Skater. Dan Houser, figura destacada en la realización de la serie Grand Theft Auto, declaró: «Cualquiera que haga entregas en 3D y diga que no ha tomado prestado algo de Mario o Zelda [de la Nintendo 64] miente». Square Enix ha declarado que una reunión casual con empleados de Disney dio lugar a la creación de la serie Kingdom Hearts, inspirada en el uso de los entornos 3D y la exploración de Super Mario 64. Chris Sutherland, quien se desempeñó como diseñador principal de Banjo-Kazooie, coincidió en que marcó el punto de referencia de los plataformas en 3D y afirmó que cualquier otro del género en Nintendo 64 sería inevitablemente comparado con Super Mario 64.
El título introdujo una cámara flotante que puede controlarse independientemente del personaje. Para aumentar la libertad de exploración y el control fluido en un mundo tridimensional, los diseñadores crearon una cámara de video virtual dinámica que gira y acelera según las acciones del personaje. Este sistema se convirtió en el estándar de los plataformas en 3D. Nintendo Power alabó sus movimientos junto con la incorporación de la de bloqueo en The Legend of Zelda: Ocarina of Time y concluyó que ambos fueron pioneros de la era 3D. K. Thor Jensen de PC Magazine considera que es el primer videojuego de plataformas en 3D realmente realizado con la integración del control de la cámara en el núcleo, lo que calificó de verdadero salto evolutivo del medio.
El uso del stick analógico era novedoso, ya que ofrecía movimientos del protagonista más precisos y amplios que los D-pads digitales de otras consolas. En aquella época, las juegos en 3D sólo permitían al usuario controlar al personaje en relación con un ángulo de cámara fijo o en relación con su perspectiva. Sus controles, en cambio, son totalmente analógicos e interpretan un rango de movimiento de 360 grados en navegación por un espacio 3D relativo a la cámara. El stick analógico permite controlar con precisión sutilezas como la velocidad de carrera. En 2005, Electronic Gaming Monthly lo clasificó como el videojuego más importante desde que empezaron a publicarlo en 1989, afirmando que, aunque había título en 3D antes que él, «el de Nintendo ha sido el primero en acertar con el esquema de control».
En julio de 2021, una copia prístina y sellada se subastó por 1 560 000 dólares, la mayor cantidad jamás pagada por una entrega. El especialista de Heritage Auctions declaró: «Parece imposible exagerar la importancia de este título, no sólo para la historia de Mario y Nintendo, sino para los videojuegos en su conjunto».

### Sucesores
Se planeó una secuela para el complemento de la unidad de disco, bajo el nombre en clave de Super Mario 128. En julio de 1996, fuentes internas de Nintendo afirmaron que Miyamoto estaba reuniendo un equipo formado en su mayoría por desarrolladores que habían trabajado en Super Mario 64. Miyamoto afirmó que la labor en la secuela no había comenzado hasta la convención E3 1997. El proyecto se canceló debido a su falta de progreso y al fracaso comercial de la Nintendo 64 Disk Drive.
Los sucesores incluyen Super Mario Sunshine para GameCube y Super Mario Galaxy para Wii, que se basan en su diseño central de potenciadores y su mecánica abierta en 3D. Super Mario Galaxy 2 contiene una nueva versión del nivel Whomp's Fortress de Super Mario 64, llamado Throwback Galaxy. Super Mario 3D Land y Super Mario 3D World se alejan del diseño abierto y se centran en un juego de plataformas que recuerda a los en 2D.
La entrega de Nintendo Switch, Super Mario Odyssey, vuelve al diseño abierto de Super Mario 64; incluye numerosas referencias a este último. El «Traje de Mario 64» y la «Gorra de Mario 64», que cambian la apariencia de Mario a la del título, pueden adquirirse tras completar la historia principal. Además, se puede viajar al Reino Champiñón, que incluye el Castillo de la Princesa Peach y su patio. Las Power Moons se parecen a las Power Stars.

### Rumores, teorías conspirativas y fallos
Los rumores se extendieron rápidamente tras su estreno. El más popular fue el generalizado de que Luigi existía como personaje desbloqueable. En 1996, IGN ofreció un premio de cien dólares si un jugador lo encontraba, sin éxito. Se vio alimentado por un mensaje muy borroso en una estatua del patio del castillo de la princesa Peach, que se creía que decía «L is real 2401». Esto quedó desmentido en 1998, cuando un aficionado recibió una carta de Nintendo en la que se afirmaba que los programadores habían incluido el texto a modo de broma y que no debía decir nada. En julio de 2020, 24 años y un mes después del lanzamiento inicial, se descubrieron en los archivos de desarrollo recursos no utilizados para Luigi del modo multijugador descartado, en un suceso conocido como el Nintendo Gigaleak.
Las teorías satíricas de conspiración sobre el título se hicieron populares en 2020, y se agruparon en el «iceberg de Super Mario 64», un meme de Internet de un iceberg, con las teorías menos probables representando lugares más cercanos al fondo del «océano». Uno de los rumores más populares se refiere a una «Aparición de Wario», basada en una presentación del E3 de 1996 en la que Charles Martinet ponía voz a una cabeza incorpórea del personaje. Algunos fanáticos creían que permanecía en algunas copias del juego. Los teóricos de la conspiración también difundieron que «cada copia de Super Mario 64 está personalizada», afirmando que ciertos fenómenos extraños sólo existían en determinadas réplicas.
En los años transcurridos desde su debut, los jugadores han utilizado glitches para llegar a partes que antes eran inalcanzables, incluida, en 2014, una moneda que no estaba pensada para ser recogida. Entre las técnicas de speedrun se incluyen el salto de Lakitu, un fallo que desactiva un cuadro de diálogo que explica el movimiento de la cámara; el clip Bob-omb, que utiliza un error en la animación de explosión para atravesar paredes; y el glitch de salto largo hacia atrás, que consiste en que se realice un movimiento repetitivo, el «salto de longitud hacia atrás» (en inglés «Backwards Long Jump» o BLJ para abreviar), que permite a Mario alcanzar valores de velocidad muy altos y tiene numerosas aplicaciones en speedrunning; este último fue parcheado en la reedición «Shindō» de 1997. La reedición de Super Mario 3D All-Stars también parcheó esto, ya que se basaba en dicha versión. En 2013, el youTuber Vinesauce publicó una recopilación de varias corrupciones, replicadas con un programa llamado naughty. Otro YouTuber, Pannenkoek2012, crea vídeos muy técnicos y analíticos de glitches y mecánicas de Super Mario 64, de los que se ha hecho eco en numerosas ocasiones la prensa especializada en videojuegos. También ha inspirado desafíos que intentan superarlo con ciertas restricciones, como no poder pulsar el botón A, lo que requiere un profundo conocimiento de la mecánica y los errores. En mayo de 2024, un usuario llamado Marbler consiguió superar todo el juego sin pulsar el botón A.

### Proyectos de aficionados
Super Mario 64 ha dado lugar a la creación de remakes, modificaciones y ROM hacks hechos por aficionados:
- Super Mario 64: Chaos Edition, una versión del original emulada para PC que carga códigos que provocan comportamientos extraños. Recibió cobertura después de que el conjunto de streaming Vinesauce publicara un playthrough.[179][180]
- Super Mario Run 64, lo convierte en un juego de carreras en 2.5D con el espíritu de Super Mario Run.[181]
- Super Mario 64 Online, que permite el modo multijugador en línea.[182][183][184] Se retiró tras una huelga de derechos de autor por parte de Nintendo. Más tarde se volvió a cargar y se renombró como Net64.[185]
- Super Mario 64 Maker, un editor de niveles similar a Super Mario Maker.[186]
- Super Mario 64 Odyssey, con escenarios basados en Super Mario Odyssey y añadiendo su mecánica de poseer enemigos lanzando el sombrero de Mario.[187]
- Super Mario 64: Last Impact, un videojuego original que incorpora elementos de otras entregas de Mario, como la Flor de Fuego de Super Mario Bros., el cañón F.L.U.D.D. de Super Mario Sunshine y el Champiñón Abeja de Super Mario Galaxy.[188][189][190]
- Super Mario 64: Ocarina of Time, en el que el mundo de The Legend of Zelda: Ocarina of Time se recrea en el motor de Super Mario 64, con nuevos elementos, puzles y una historia.[191][192][193]
- Open World Mario 64, un mod de estilo Battle royale ambientado en un enorme mapa compuesto por todas las fases del título, al estilo de Fortnite Battle Royale y PlayerUnknown's Battlegrounds.[194]
- First Person Mario 64, una modificación que corrige la configuración de la cámara en primera persona, lo que a menudo hace que sea mucho más difícil debido a que exige movimientos acrobáticos y a que no renderiza los objetos cuando están demasiado cerca de la cámara.[195][196]
- Super Mario 64 FPS, un remake en primera persona del original, speedran por los youTubers Falsepog y Alpharad.[197]
- Super Mario 64 HD, un remake en alta definición del primer nivel, Bob-Omb Battlefield, utilizando el motor Unity. El proyecto fue retirado tras una reclamación de derechos de autor por parte de Nintendo.[198]

En 2019, los aficionados descompilaron la imagen de la ROM original en el código fuente C, lo que permitió portar Super Mario 64 de forma nativa a cualquier sistema. Al año siguiente, lanzaron un port para Windows compatible con pantallas panorámicas y resolución 4K. Nintendo recurrió a un bufete de abogados para retirar los vídeos y sus anuncios de las páginas web. Este permitiría más mods y bifurcaciones gráficas, como Render96, que implementaba las texturas originales de alta resolución y creaba nuevos modelos de personajes y entornos parecidos a los que se veían en los renders CG, y Super Mario 64 Plus, un fork del port para Windows que incluye una nueva opción de muerte permanente, correcciones de errores y un sistema de cámara mejorado. Los fanáticos crearon adaptaciones para varias plataformas más, incluida la Nintendo 3DS, PlayStation 2, PlayStation Vita, Dreamcast y Android.

### Literatura médica
En 2013, se realizó un estudio para ver los efectos de plasticidad en el cerebro humano tras jugar a Super Mario 64 —elegido por su elemento de navegación y la capacidad de jugar en un entorno tridimensional— durante al menos treinta minutos cada día durante dos meses. Concluyó que realizar la actividad mencionada provocaba un aumento de la materia gris —una parte importante del sistema nervioso central— en la formación derecha del hipocampo y el córtex prefrontal dorsolateral derecho, áreas cerebrales que se cree que contribuyen a la navegación espacial, la memoria de trabajo y la planificación motora.